# К-1 (1939)
| К-1                                                                                         | К-1                                                                              | К-1                                                                              |
| ------------------------------------------------------------------------------------------- | -------------------------------------------------------------------------------- | -------------------------------------------------------------------------------- |
|                                                                                             |                                                                                  |                                                                                  |
|                                                                                             |                                                                                  |                                                                                  |
| Схема підводного човна типу «Крейсерська»                                                   |                                                                                  |                                                                                  |
| Під прапором                                                                                | Військово-морський флот СРСР                                                     | Військово-морський флот СРСР                                                     |
| Порт приписки                                                                               | Полярний                                                                         | Полярний                                                                         |
| Спуск на воду                                                                               | 28 квітня 1938 року                                                              | 28 квітня 1938 року                                                              |
| Введений до складу флоту                                                                    | 16 грудня 1939 року                                                              | 16 грудня 1939 року                                                              |
| На службі                                                                                   | 1939-1943                                                                        | 1939-1943                                                                        |
| Сучасний статус                                                                             | у вересні 1943 року зник безвісти в Баренцовому морі                             | у вересні 1943 року зник безвісти в Баренцовому морі                             |
| Бойовий досвід                                                                              | Друга світова війна Кампанія в Арктиці Арктичні конвої                           | Друга світова війна Кампанія в Арктиці Арктичні конвої                           |
| Проєкт                                                                                      |                                                                                  |                                                                                  |
| Тип ПЧ                                                                                      | крейсерський дизель-електричний торпедний підводний човен                        | крейсерський дизель-електричний торпедний підводний човен                        |
| Розробник проєкту                                                                           | завод № 194 (імені Марті), Ленінград                                             | завод № 194 (імені Марті), Ленінград                                             |
| Головний конструктор                                                                        | Рудницький М. О.                                                                 | Рудницький М. О.                                                                 |
| Основні характеристики                                                                      |                                                                                  |                                                                                  |
| Швидкість (надводна)                                                                        | 22,5 вузли (42 км/год)                                                           | 22,5 вузли (42 км/год)                                                           |
| Швидкість (підводна)                                                                        | 10 вузлів (18 км/год)                                                            | 10 вузлів (18 км/год)                                                            |
| Робоча глибина занурення                                                                    | 80 м                                                                             | 80 м                                                                             |
| Гранична глибина занурення                                                                  | 100 м                                                                            | 100 м                                                                            |
| Автономність плавання                                                                       | 50 діб                                                                           | 50 діб                                                                           |
| Екіпаж                                                                                      | 67 осіб (10 офіцерів і 57 матросів)                                              | 67 осіб (10 офіцерів і 57 матросів)                                              |
| Розміри                                                                                     |                                                                                  |                                                                                  |
| Довжина найбільша (по КВЛ)                                                                  | 97,7 м                                                                           | 97,7 м                                                                           |
| Ширина корпусу найб.                                                                        | 7,4 м                                                                            | 7,4 м                                                                            |
| Середня осадка (по КВЛ)                                                                     | 4,04 м                                                                           | 4,04 м                                                                           |
| Водотоннажність надводна                                                                    | 1 490 т                                                                          | 1 490 т                                                                          |
| Силова установка                                                                            |                                                                                  |                                                                                  |
| дизель-електрична; 2 × дизельних двигуни 9ДКР дизель-генератор 38К8 2 × електродвигуни ПГ11 |                                                                                  |                                                                                  |
| Гвинти                                                                                      | 2                                                                                | 2                                                                                |
| Потужність                                                                                  | 2 × 4200 к.с. (дизелі) 800 к.с. (дизель-генератор) 2 × 1200 к.с. (електродвигун) | 2 × 4200 к.с. (дизелі) 800 к.с. (дизель-генератор) 2 × 1200 к.с. (електродвигун) |
| Озброєння                                                                                   |                                                                                  |                                                                                  |
| Артилерія                                                                                   | 2 × 102-мм корабельні гармати Б-24БЛ                                             | 2 × 102-мм корабельні гармати Б-24БЛ                                             |
| Торпедно- мінне озброєння                                                                   | 6 носових та 4 кормові ТА калібру 533-мм (24 торпеди) 20 мін                     | 6 носових та 4 кормові ТА калібру 533-мм (24 торпеди) 20 мін                     |
| ППО                                                                                         | 2 × 45-мм напівавтоматичні гармати 21-К                                          | 2 × 45-мм напівавтоматичні гармати 21-К                                          |

К-1 — радянський великий дизель-електричний підводний човен серії XIV, типу «Крейсерська», що входив до складу Військово-морського флоту СРСР за часів Другої світової війни. Закладений 27 грудня 1937 року на верфі заводу № 194, у Ленінграді під будівельним номером 451. 28 квітня 1938 року спущений на воду. 16 грудня 1939 року корабель увійшов до строю, а 26 травня 1940 року включений до складу Балтійського флоту ВМФ СРСР. Першим командиром став капітан 2 рангу Рейснер Лев Михайлович.

## Історія служби
Після введення до складу Червонопрапорного Балтійського флоту, влітку того ж року К-1 разом з однотипним К-2, есмінцем «Стремітельний» і декількома іншими кораблями, пройшов Біломорсько-Балтійським каналом до Баренцового моря, де 6 серпня увійшов до складу 1-го дивізіону бригади підводних човнів Північного флоту з базуванням у Полярному.
За часи німецько-радянської війни човен здійснив 16 бойових походів загальною тривалістю 196 діб, під час яких провів одну торпедну атаку двома торпедами й здійснив 10 мінних постановок, в яких виставила 146 мін. На виставлених мінах за перевіреними післявоєнним даними загинули 5 суден і 2 бойових кораблі.
5 вересня 1943 року ПЧ К-1 вийшов з Полярного в останній похід. Після 9 вересня на зв'язок він не виходив і в базу не повернувся. Жоден корабель або літак противника не претендує на знищення К-1. Ймовірно, підводний човен загинув на одній з плаваючих мін, що зірвалася з будь-якого загородження в акваторії Баренцевого моря або біля узбережжя Норвегії.

## Судна, затоплені К-1
| Дата             | Судно (корабель) | Належність  | Тоннаж     | Тип                 | Прим.          |
| ---------------- | ---------------- | ----------- | ---------- | ------------------- | -------------- |
| 8 листопада 1941 | Flottbeck        | Третій Рейх | 1 930 GRT  | Вантажне судно      | Підрив на міні |
| 26 грудня 1941   | Kong Ring        | Норвегія    | 1 994 GRT  | Вантажне судно      | Підрив на міні |
| 8 квітня 1942    | Kurzsee          | Третій Рейх | 734 GRT    | Вантажне судно      | Підрив на міні |
| 23 травня 1942   | Asuncion         | Третій Рейх | 2 454 GRT  | Вантажне судно      | Підрив на міні |
| 12 вересня 1942  | Robert Bornhofen | Третій Рейх | 6 643 GRT  | Вантажне судно      | Підрив на міні |
| 6 грудня 1942    | V-6116/Ubier     | Крігсмаріне | 350 GRT    | Патрульний корабель | Підрив на міні |
| 6 грудня 1942    | V-6117/Cherusker | Крігсмаріне | 304 GRT    | Патрульний корабель | Підрив на міні |
| Загалом:         | Загалом:         | Загалом:    | 14 409 GRT |                     |                |